# Symbrenthia lilaea
Symbrenthia lilaea är en fjärilsart som beskrevs av William Chapman Hewitson 1864. Symbrenthia lilaea ingår i släktet Symbrenthia och familjen praktfjärilar. Inga underarter finns listade i Catalogue of Life.

## Bildgalleri

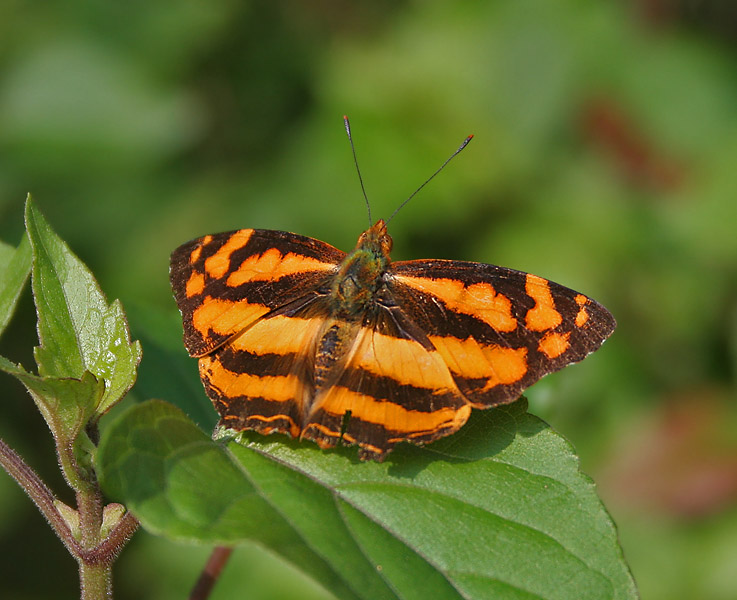
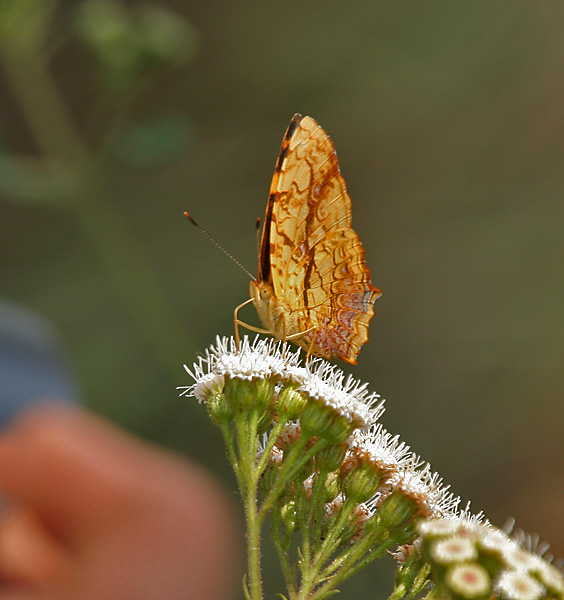
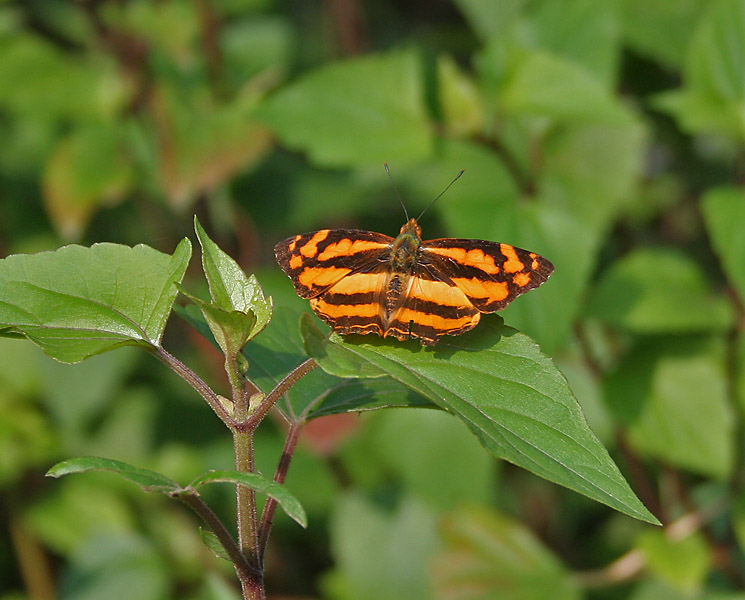
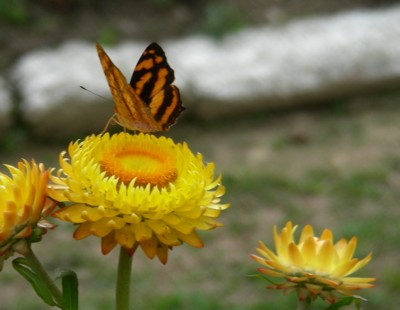
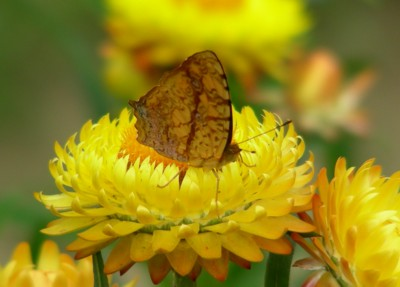
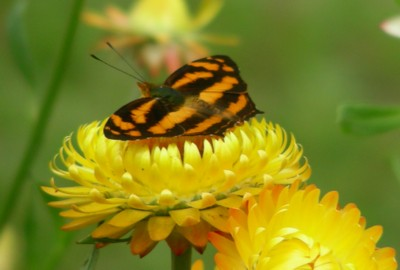